# هوجقان
هوجقان با نام محلی هئجه‌وان، یکی از روستاهای استان آذربایجان شرقی است که در بخش مرکزی شهرستان مرند واقع شده‌است.

## جمعیت
جمعیت این روستا حدود دوهزار نفر است.